# Гульєльмо Актон
Гульєльмо Актон (італ. Guglielmo Acton, 25 березня 1825, Кастелламмаре-ді-Стабія — 29 листопада 1896, Неаполь) — італійський адмірал і політик,  учасник битви біля Лісси.

## Біографія
Гульєльмо Актон народився 25 березня 1825 року в Кастелламмаре-ді-Стабія, у шляхетній родині з давніми морськими традиціями. Його дядько, Джон Актон, був командувачем флоту Неаполітанського королівства. Батько, Карло Актон, був бригадним генералом флоту Бурбонів. Брати Фердінандо і Еммерік були видатними морськими офіцерами. Сестра Лаура була одружена з Марко Мінгетті, який двічі обіймав посаду прем'єр-міністра Італії.
У 1841 році вступив на службу у військово-морський флот Королівства Обох Сицилій у званні гардемарина. У 1848 році брав участь в операціях неаполітанського флоту в Адріатиці.
У 1853 році одружився з Марією Гульєльміною Рамірец (італ. Maria Guglielmina Ramirez).
Дослужившись до звання капітана II рангу, у 1860 році, командуючи паровим корветом «Стромболі», захопив і відбуксирував у Неаполь корабель «П'ємонте», на якому висадились в Марсалі учасники Експедиції Тисячі під керівництвом Джузеппе Гарібальді.
14 серпня того ж року, командуючи кораблем «Монарка», який перебував у Кастелламмаре-ді-Стабія, відбив абордаж гарібальдійського корабля «Такері», зазнавши при цьому поранення, за що був нагороджений Орденом Святого Фердинанда за заслуги.
У 1861 році, після об'єднання Королівства Обох Сицилій та Сардинська королівства в Королівство Італія перейшов на службу у військово-морські сили новоствореної держави і взяв участь в облозі Гаети.
У 1864 році був призначений капітаном парового фрегата «Прінчіпе Умберто» та здійснив похід у Південну Америку і Тихий океан.
У 1866 році взяв участь у битві біля Лісси, під час якої його корабель врятував вцілілих моряків з броненосця «Ре д'Італія», потопленого австрійцями.
У 1868 році отримав звання контрадмірала та призначений командувачем військово-морського арсеналу в Ла-Спеції.
Обирався депутатом парламенту, з 15 січня 1870 року по 31 серпня 1871 року був міністром військово-морського флоту в уряді Джованні Ланца. 15 листопада 1871 року призначений сенатором, у 1879 році отримав звання віцеадмірала та призначений верховним головнокомандувачем флоту Італії.
Вийшов у відставку у 1888 році, помер 29 листопада 1896 року в Неаполі.

## Нагороди

### Італійські
- Кавалер Ордена Святих Маврикія та Лазаря
- Кавалер Ордена Корони Італії
- Офіцер Савойського військового ордена
- Срібна медаль «За військову доблесть»
- Пам'ятна медаль за участь у війні за незалежність Італії
- Пам'ятна медаль на честь об'єднання Італії
- Кавалер ордена Святого Фердинанда за заслуги
- Кавалер 1-го класу ордена «За заслуги» (Герцогство Лукка)

### Іноземні
- Кавалер Великого хреста Ордена Карлоса III (Іспанія)
- Кавалер 1-го ступеня Ордена Святої Анни (Російська імперія)